# گویش داکایی
گویش داکایی که به نام‌های سُباسی و داکایی خُباسی هم شناخته می‌شود، یکی از گویش‌های زبان اردو است که در شهر داکا قدیم و مناطق اطراف آن صحبت می شود.